# 中込良廣
中込 良廣（なかごめ よしひろ、1944年3月27日 - 2020年8月19日） は、日本の原子核物理学者。京都大名誉教授。元原子力安全基盤機構理事長。

## 人物・経歴
群馬出身。1962年群馬県立桐生高等学校卒業。1966年東北大学理学部物理学科卒業。1968年東北大学大学院理学研究科原子核理学専攻修士課程修了、京都大学原子炉実験所（現：京都大学複合原子力科学研究所）助手。1977年レンセラー工科大学客員助手。1991年東北大学理学博士。1993年京都大学原子炉実験所助教授。2001年京都大学原子炉実験所教授。平成12年科学技術庁長官賞・核物質管理功労者表彰受賞。平成18年経済産業大臣原子力安全功労者表彰受賞。京都大学原子炉実験所副所長を経て、2007年定年退職、京都大名誉教授、日本原子力研究開発機構客員研究員。2009年原子力安全基盤機構理事長代理。2011年原子力安全基盤機構理事長。核燃料取扱主任者。

## 著作
- 『原子力政策学』（神田啓治と共編）京都大学学術出版会 2009年